# Groveton (Texas)
Groveton é uma cidade localizada no estado norte-americano de Texas, no Condado de Trinity.

## Demografia
Segundo o censo norte-americano de 2000, a sua população era de 1107 habitantes.
Em 2006, foi estimada uma população de 1128, um aumento de 21 (1.9%).

## Geografia
De acordo com o United States Census Bureau tem uma área de
6,7 km², dos quais 6,6 km² cobertos por terra e 0,1 km² cobertos por água.

## Localidades na vizinhança
O diagrama seguinte representa as localidades num raio de 36 km ao redor de Groveton.